# کنستان مناژه
کنستان مناژه (فرانسوی: Constant Ménager‎; ۱۵ آوریل ۱۸۸۹ – ۱۹ دسامبر ۱۹۷۰) دوچرخه‌سوار اهل فرانسه بود.